# ФК Наша крила
ФК Наша крила је био југословенски фудбалски клуб из Земуна.

## Историја
Наша крила је био клуб Југословенског ратног ваздухопловства, а основан је 1947. године. Завршивши сезону 1947/48. на трећем месту у Другој савезној лиги клуб је обезбедио улазак у виши ранг, Прву лигу Југославије. У сезони 1948/49., првој сезони у елитном рангу, на крају сезоне заузима 5. место. 1950. године Наша Крила освајају 6. место, али се након завршетка те сезоне клуб расформирао.
У Купу Југославије се такмичио у првом издању купа 1947. године, одмах по свом оснивању, и стигао до финала где је изгубио од београдског Партизана са 2:0, пред 50.000 гледалаца на стадиону ЈНА у Београду. 1948. клуб долази до полуфинала купа где губи од Црвене звезде са 4:3. 1949. клуб понавља успех из 1948. и по други пут стиже до финала, где поново губи од Црвене звезде са 3:2. У току такмичења 1950. учествује са две екипе, али се у току такмичења клуб расформирао.

## Наша крила у званичним лигашким такмичењима
| Сезона   | Ранг такмичења | Пласман | Утакмица | Победа | Нерешено | Пораза | Постигли голова | Примили голова | Гол-разлика | Бодова |
| 1947/48. | Друга лига     | 3.      | 20       | 13     | 3        | 4      | 54              | 33             | 21          | 29     |
| 1948/49. | Прва лига      | 5.      | 18       | 6      | 4        | 8      | 32              | 28             | 4           | 16     |
| 1950.    | Прва лига      | 6.      | 18       | 5      | 4        | 9      | 18              | 29             | 11          | 14     |

## Наша Крила у Купу Југославије
| Сезона | Коло               | Противник          | Резултат      |
| ------ | ------------------ | ------------------ | ------------- |
| 1947.  | 2. коло            | Енотност Љубљана   | 2:1 (Г)       |
|        | осмина финала      | Вардар Скопље      | 2:1 (Д)       |
|        | четвртфинале       | Спартак Суботица   | 2:0 (Д)       |
|        | полуфинале         | Сарајево           | 0:0 жреб (Д)  |
|        | финале             | Партизан Београд   | 0:2 (Г)       |
| 1948.  | 3. коло            | Енотност Љубљана   | 2:1 (Д)       |
|        | осмина финала      | Слога Нови Сад     | 8:4 прод. (Г) |
|        | четвртфинале       | Будућност Титоград | 4:1 (Д)       |
|        | полуфинале         | Црвена звезда      | 3:4 (Г)       |
| 1949.  | шеснаестина финала | Јадран Љубљана     | 7:0 (Д)       |
|        | осмина финала      | Металац Београд    | 2:2 жреб (Г)  |
|        | четвртфинале       | Партизан Београд   | 3:1 (Д)       |
|        | полуфинале         | Будућност Титоград | 1:0 (Д)       |
|        | финале             | Црвена звезда      | 2:3 (Н)       |
| 1950.  | 1. коло            |                    |               |

Г = Гост ; Д = Домаћин ; Н = Неутралан терен ; прод. = победник одлучен у продужецима

### Састави Наших крила који су играли финала
Извор: rsssf.com

#### Куп Југославије 1947.
Играчи: Попадић, Лазић, Филиповић (кап), Л. Грчић, Брњеварац, Локошек, А. Панић, Печенчић, Златковић, Дамњановић, Боровић
Тренер: Н. Радосављевић

#### Куп Југославије 1949.
Играчи: Попадић, Филиповић, Јовановић, Кобе, Звекановић, Адамовић, А. Пантић, Л. Грчић, Поповић, Златковић, Боровић
Тренер: Н. Радосављевић